# Cian Shields
Cian Shields (Glasgow, 7 maart 2005) is een Schots autocoureur.

## Carrière

### Karting
Shields begon zijn autosportcarrière in het karting op elfjarige leeftijd in 2016. In 2017 nam hij deel aan de IAME Cadets-klasse. In 2018 werd hij derde in de X30 Junior-klasse van de IAME Winter Cup, en in 2019 werd hij in dezelfde klasse kampioen in de IAME Series Benelux. Hij bleef tot 2021 actief in de karts.

### GB3
In 2022 maakte Shields de overstap naar het formuleracing en kwam hij uit in het GB3 Championship voor Hitech Grand Prix. In het tweede weekend op Silverstone behaalde hij zijn eerste overwinning in de klasse. Tegen het eind van het seizoen behaalde hij nog twee podiumfinishes op Brands Hatch en Donington Park. Met 186,5 punten werd hij dertiende in de eindstand. Dat jaar maakte hij ook zijn debuut in de Radical-klasse van de Prototype Challenge in het weekend op het Circuit de Spa-Francorchamps, waarin hij als gastcoureur een zege behaalde.

### Euroformula Open
In 2023 stapte Shields over naar de Euroformula Open, waarin hij voor Team Motopark reed. Tijdens het seizoen won hij vier races op Spa-Francorchamps, het Circuit Paul Ricard, de Red Bull Ring en het Circuit Mugello. Hiernaast eindigde hij nog zesmaal op het podium. Met 307 punten werd hij achter zijn teamgenoot Noel León tweede in de eindstand. Dat jaar was hij ook ingeschreven voor het eerste raceweekend in de Eurocup-3 bij het team Palou Motorsport op Spa-Francorchamps, maar hij verscheen in de races niet aan de start.

### Formule 3
In 2024 debuteerde Shields in het FIA Formule 3-kampioenschap bij Hitech Pulse-Eight. Hij kende een lastig seizoen, waarin een veertiende plaats op het Circuit de Barcelona-Catalunya zijn beste resultaat was. Hij eindigde puntloos als dertigste in het kampioenschap als de laagst geklasseerde coureur die alle races reed.

### Formule 2
In de laatste twee raceweekenden van 2024 maakte Shields zijn Formule 2-debuut bij het team AIX Racing als vervanger van de vertrokken Niels Koolen. Een elfde plaats op het Losail International Circuit was hierin zijn beste race-uitslag.
In 2025 rijdt Shields het gehele seizoen in de Formule 2 bij AIX.